# Gorilla beringei beringei
El gorila de montaña (Gorilla beringei beringei) es una de las dos subespecies de gorila oriental. Solo quedan dos poblaciones en libertad, una se encuentra en las montañas Virunga, en África Central, concentrada en tres parques nacionales arborícolas: parque nacional del Gorila de Mgahinga, al sudoeste de Uganda; parque nacional de los Volcanes, al noreste de Ruanda y en el parque nacional Virunga, al este de la República Democrática del Congo. La otra población se halla en la selva de Bwindi, en Uganda, hay autores que hablan de una tercera subespeciación de la especie dentro de ese colectivo de gorilas, pero no hay una descripción taxonómica al respecto.
Su población no es abundante, quedan menos de novecientos individuos en estado salvaje. Un censo de 2003 confirmó que desde 1989 se había incrementado la población de esta subespecie de gorilas en un 17%, observándose un total de trescientos ochenta gorilas en treinta grupos sociales en las montañas Virunga y un total de trescientos veinte en Bwindi. Sin embargo, esas cifras siguen evidenciando que el gorila de montaña sigue entre las especies en peligro según la Lista Roja de la UICN de especies en peligro. Se encuentra en peligro de extinción en estado salvaje debido a su pérdida de hábitat, a la caza ilegal, los contagios de enfermedades humanas y la guerra.

## Descripción

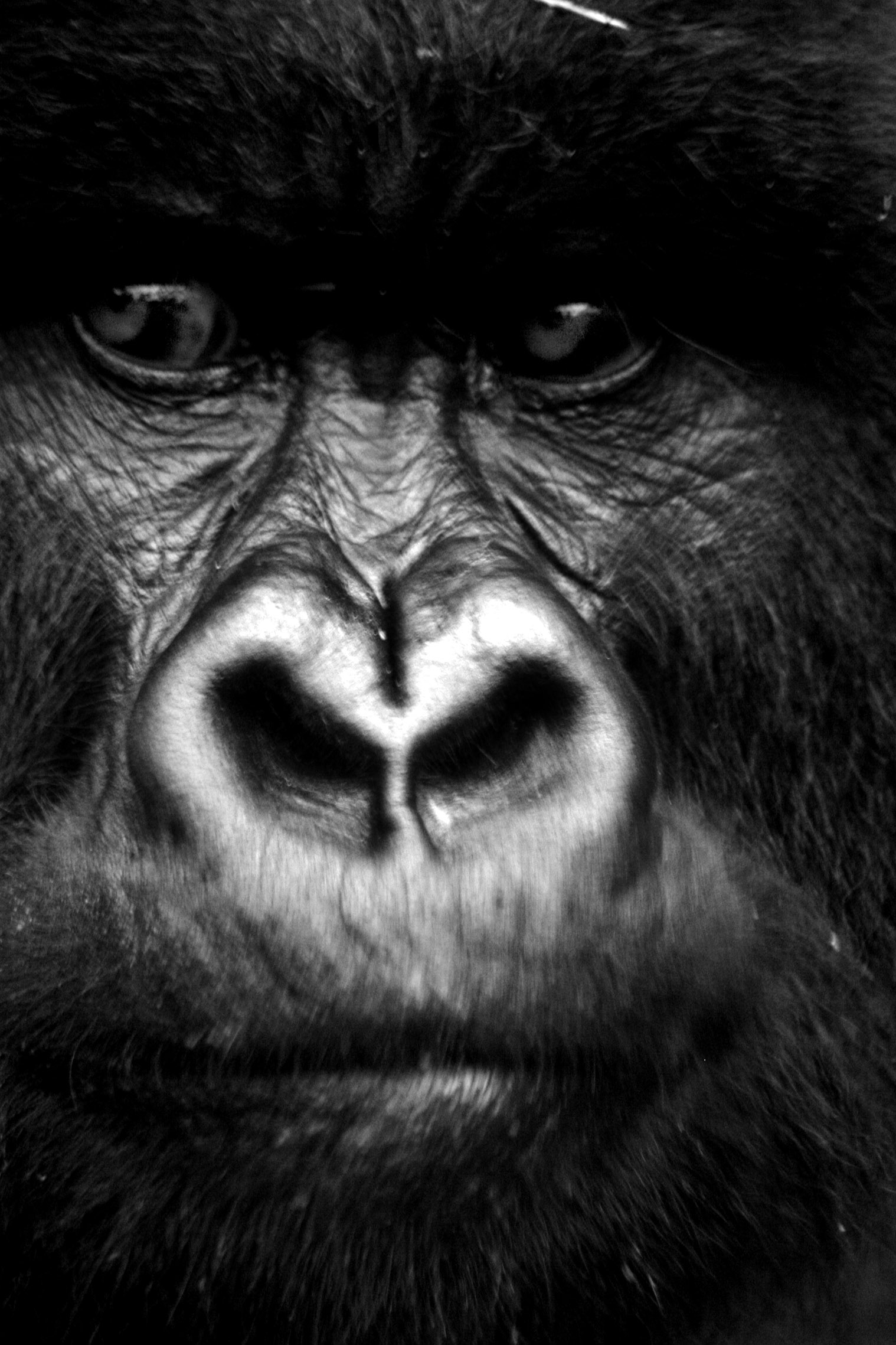
Cara de gorila.

El gorila de montaña tiene el pelo más largo y oscuro que el resto de los gorilas, lo que le permite vivir en altitud y habitar áreas donde la temperatura puede descender por debajo los 0 °C. Se ha adaptado a la vida en el suelo mejor que otras especies de primates no humanos y de hecho sus pies se asemejan bastante a los de los seres humanos. Cada gorila se suele identificar fácilmente por rasgos nasales propios de cada individuo, los investigadores se valen normalmente de fotografías e ilustraciones de caras y narices para su identificación y monitoreo. 
El gorila de montaña, como todos los gorilas, presenta un marcado dimorfismo sexual. Los machos son más altos y suelen pesar el doble que las hembras, además, los machos adultos presentan una marcada cresta ósea cefálica en lo alto del cráneo (cresta sagital) y en la nuca (moño occipital), lo que confiere a sus cabezas una morfología más cónica. Estas crestas son un buen amarre para los músculos maxilares de sus quijadas y se presentan también en hembras adultas, pero en ellas son mucho menos pronunciadas.
Los machos adultos además se caracterizan por un lomo plateado cuando llegan a la madurez sexual. Este pelo de su lomo, es más corto que en el resto de las partes del cuerpo, donde, especialmente en sus brazos, el pelo llega a ser mucho más largo. Los machos pueden llegar a medir entre 1,5 y 1,8 m de alto con una envergadura de brazos de 2,25 m y llegan a pesar entre 204 y 227 kg.
El gorila de montaña es básicamente terrestre y cuadrúpedo, aunque puede trepar a los árboles para conseguir fruta si las ramas no son muy altas y es capaz de caminar erguido unos 6 m. Como todos los antropomorfos distintos a los humanos, sus brazos son más largos que sus patas. Además puede moverse apoyándose en los nudillos, como el chimpancé común (pero no como el bonobo y los orangutanes), haciendo que todo su peso recaiga sobre sus dedos curvados más que sobre sus palmas. 
El gorila de montaña es un animal diurno, activo sobre todo entre las 6:00 h y las 18:00 h. Casi todo este tiempo, se lo pasa comiendo cantidades ingentes de comida para mantener su gran porte. Al alba, las primeras horas de la mañana y el mediodía, suele rebuscar alimento en el suelo y los matorrales y trepa para tomar fruta. Cada gorila fabrica un nido hecho de hierbas cada tarde. Solo las crías duermen con su madre. Salvo que haga mucho frío y humedad, abandonan este nido para reanudar su actividad diaria a las seis de la mañana.

## Hábitat y dieta

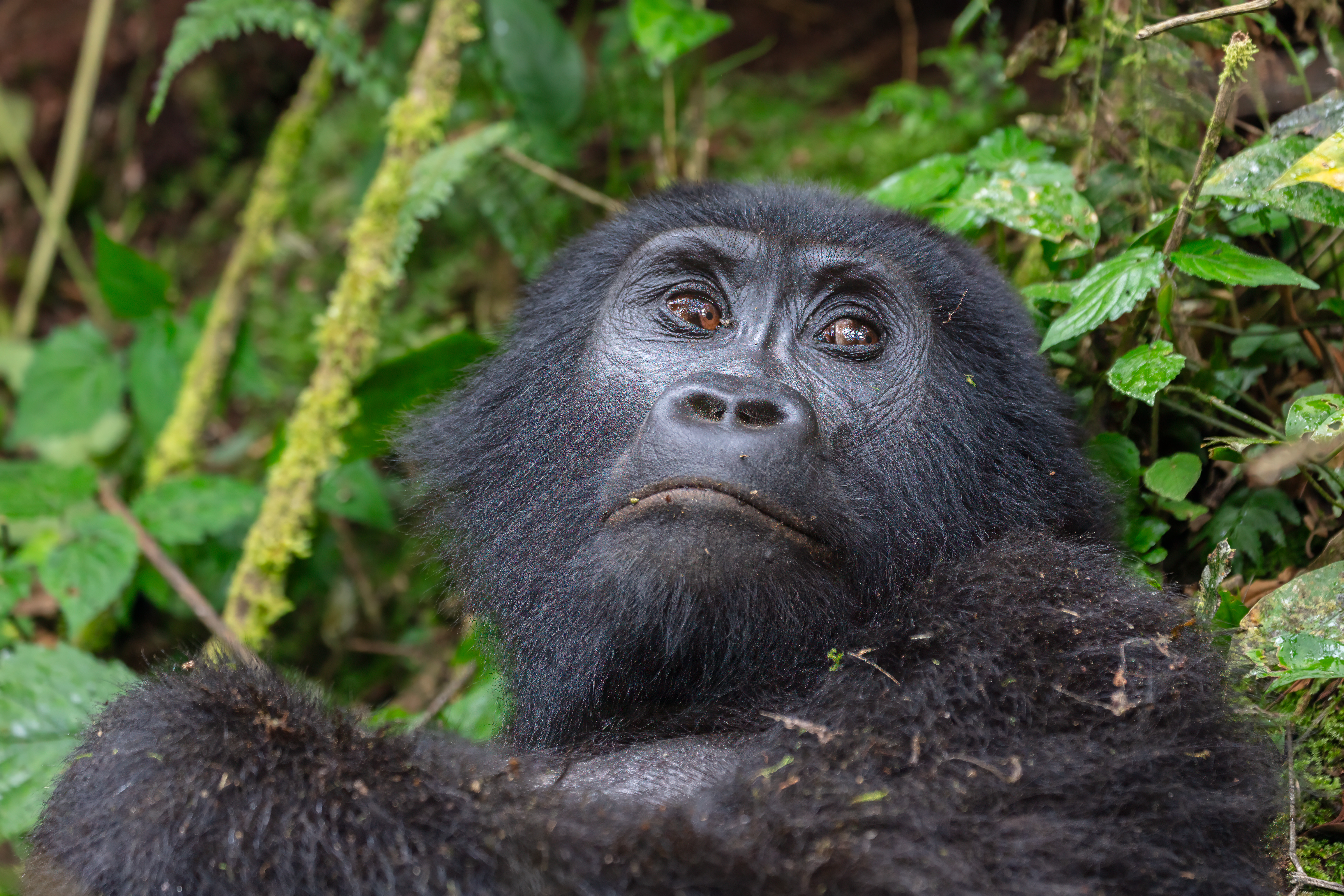
Gorila adulto descansando.

El gorila de montaña mora en las selvas nebulosas del rift Albertino, en las montañas volcánicas de Virunga, a unos 2225-4267 m s. n. m. Casi todos se resguardan entre los árboles de la ladera de estos volcanes inactivos: Karisimbi, Mikeno y Visoke. La vegetación es muy densa en las partes bajas de las montañas, pero se vuelve más rala con la altitud y los bosques que habita el gorila de montaña son a menudo nublosos, brumosos y fríos.
El gorila de montaña es, sobre todo, herbívoro; su dieta se compone básicamente de hojas, tallos y brotes (85.8%) de 142 especies de plantas. También se nutre de cortezas (6,9%), raíces y rizomas (3,3%), flores (2,3%) y frutos  (1,7%), así como de larvas, caracoles y hormigas (0,1%). Los machos adultos ingieren más de 35 kg de vegetación y una hembra como máximo 20 kg. 
La amplitud del hábitat que habita depende de la disponibilidad de fuentes alimenticias y normalmente abarca varias áreas florísticas. George Schaller identifica diez áreas diferenciadas que incluyen: los bosques de bambú a  2225-2804 m; los bosques de Hagenia a 2804-3353 m ; y la gran zona de Senecio a 3444-4267 m El gorila de montaña se pasa casi toda su vida en los bosques de Hagenia rodeados de Galium, del que comen hojas, brotes, flores y frutos. Viaja más tarde a los campos de bambú durante los pocos meses en los que sus brotes y se adentra en regiones subalpinas para alimentarse de arbustos de Senecio.

## Reproducción

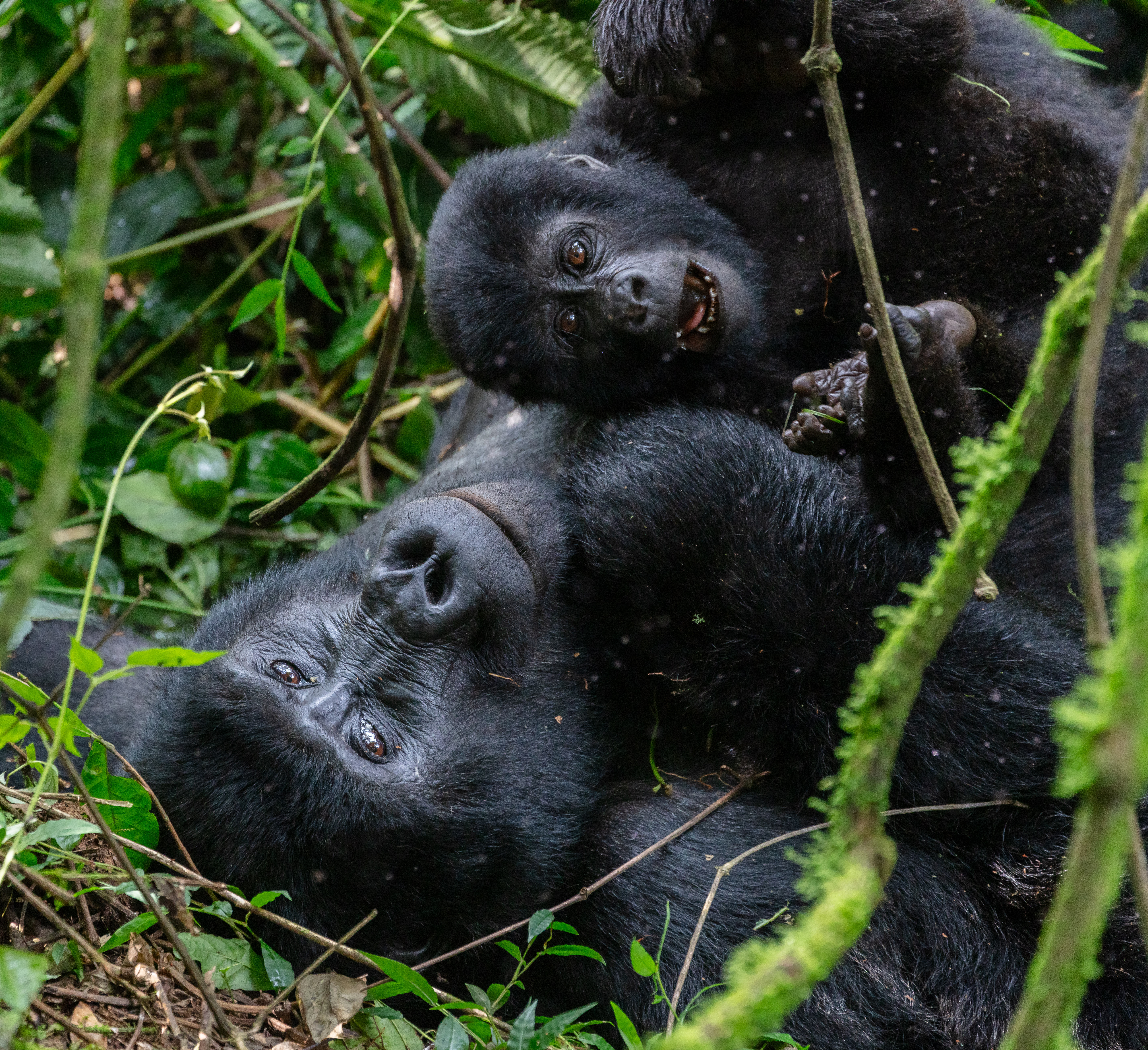
Gorila de montaña con su cría en el parque nacional de la Selva Impenetrable de Bwindi, Uganda.

Un gorila recién nacido pesa alrededor de 1,8 kg y pasa la mayor parte de sus primeros días pegado a su madre. Comienza a andar a los cuatro o cinco meses, empieza a meterse hojas en la boca a los cuatro o seis meses y a los ocho meses ya puede deglutir comida sólida. El destete ocurre a los tres años, pero la cría sigue con la madre más años.
Los machos y las hembras pasan su primera infancia del nacimiento a los tres años, la segunda de los tres a los seis y se consideran subadultos de los seis a los ocho, a los ocho llegan ya a su madurez sexual. Los machos con el lomo negro son inmaduros hasta que a los ocho años les comienzan a salir unos largos caninos y su espalda comienza a aclararse. Las hembras comienzan a ovular a los siete u ocho años, y tienen su primera infancia entre los diez y doce años. Los machos, generalmente no se reproducen antes de los quince años.
El gorila de montaña carece de períodos de apareamiento y es la hembra la que normalmente inicia el apareamiento. Esta tiene un ciclo menstrual de veintiocho días con uno a tres días de período fértil y la ovulación cesa (amenorrea) de tres a cinco años tras la reproducción. La duración de la gestación es de ocho meses y medio y suele ser de una única cría, apareciendo rara vez gemelos. Las hembras suelen criar una cría cada seis u ocho años, llegando a criar unas dos o seis crías en unos cuarenta años. Los machos presentan harenes (poliginia) de unas tres o cuatro hembras y llegan a tener entre diez a veinte hijos a los cincuenta.

## Estructura social
El gorila de montaña, como todos los antropomorfos salvo el orangután, es un animal muy social, lo más corriente es que creen grupos de machos y hembras adultos muy estables y cohesionados que se mantienen unidos mucho tiempo. Casi siempre, como ocurre en el chimpancé, las hembras no están emparentadas y al llegar a la madurez sexual, muchas salen del grupo para que las acepte otro grupo. Estos grupos no son territoriales y el macho de lomo plateado se encarga más de defender el grupo más que su territorio. Parece ser que su duración como macho principal tiene como media unos 4,7 años en las Montaña de Virunga.
El 61% de los grupos están compuestos exclusivamente por un único macho adulto, las hembras de su harén y sus crías y alrededor del 36% de los grupos contiende más de un macho. El resto de los gorilas macho son solitarios o se agrupan en colectivos donde solo hay machos, normalmente compuestos por un macho maduro dominante y unos pocos machos jóvenes.
Los tamaños de los grupos oscilan entre lo cinco y los trece individuos, normalmente como unos diez. Un grupo típico se compone del macho de lomo plateado (macho alfa), que sería el líder, uno o dos machos de lomo negro que actuarían como centinelas, unas tres o cuatro hembras maduras vinculadas al macho dominante de por vida y de tres a seis individuos inmaduros.

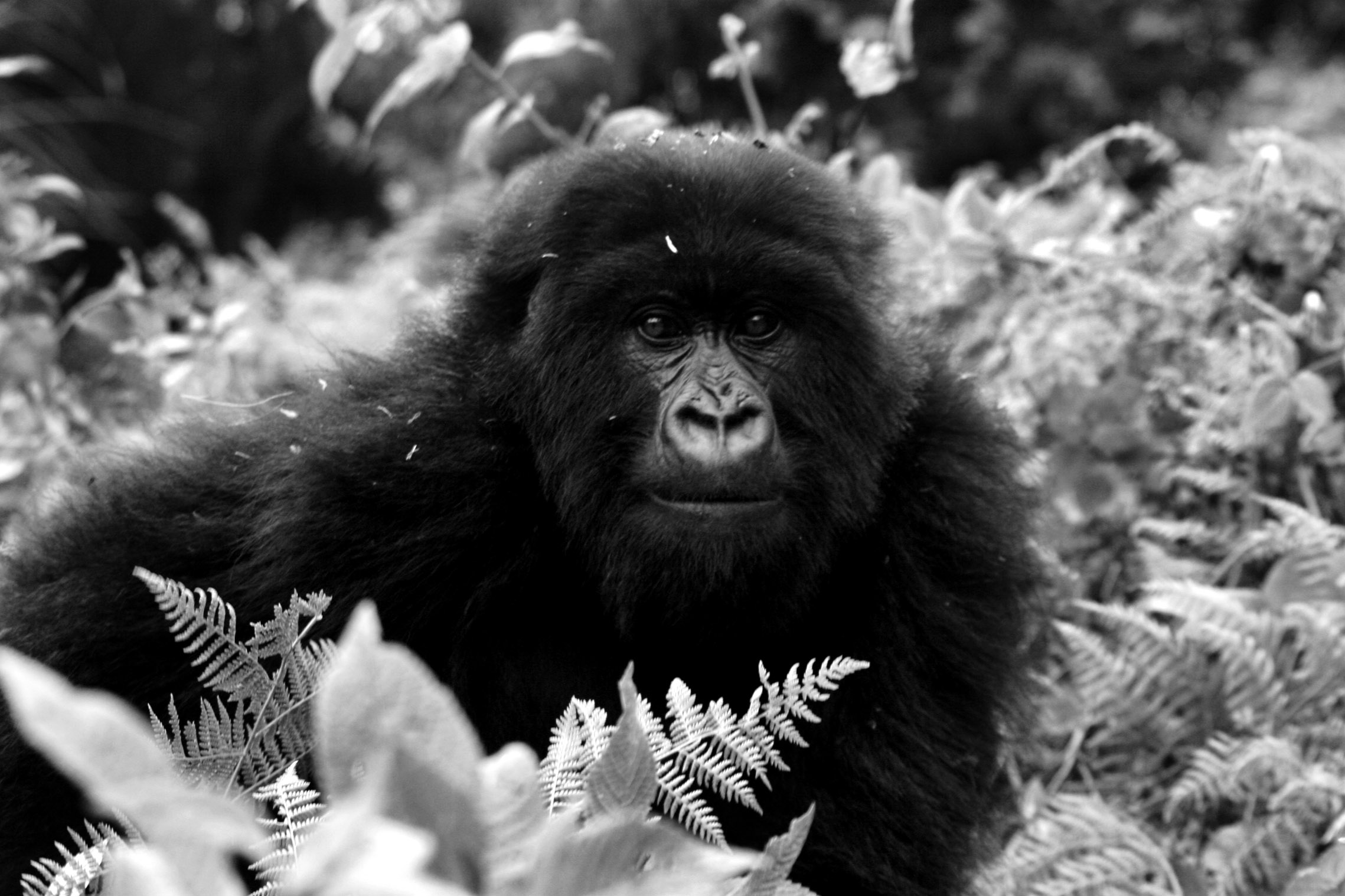
Gorila merodeando.

Casi todos los machos y alrededor del 60% de las hembras, abandonan su grupo natal. Los machos lo abandonan a los 11 años, aunque el proceso de separación total es lento y se alejan del grupo poco a poco. Entonces viajan solos en un grupo de solo de machos durante unos 2-5 años hasta que encuentran unas hembras para establecer un nuevo grupo. Las hembras normalmente salen del grupo a los 8 años y bien van a un grupo ya establecido o bien crean un nuevo grupo con un macho. De hecho, van viajando de unos grupos a otros hasta establecerse finalmente con un macho de lomo plateado.
El macho de lomo plateado dominante es el que generalmente determina los movimientos del grupo, llevándolo a sitios donde se puede alimentar a lo largo del año. Además, se encarga de mediar en los conflictos y protege al grupo de las amenazas. Además los machos dominantes pueden quitar o quitarse las trampas de los furtivos. Son asimismo el centro de atención durante el asueto y el descanso y los individuos jóvenes se quedan cerca de ellos y los incluyen en sus juegos. Si una madre fallece o abandona el grupo, el macho de lomo plateado se encarga habitualmente de la crianza de la cría hasta que abandona el grupo, e incluso la deja dormir en su nido.
El macho de lomo plateado es el eje de la sociedad gorila y cuando éste muere o lo mata alguna enfermedad, algún accidente o los furtivos, el grupo se ve muy afectado. A no ser que deje un macho que lo releve, el grupo se deshace o se ve en la necesidad de encontrar otro macho que se encargue de él. Cuando un nuevo macho de lomo plateado llega al grupo, mata a todos los descendientes del anterior. Este infanticidio es una estrategia reproductiva para asegurar que todos los nuevos individuos sean descendientes del nuevo macho de lomo plateado y es un comportamiento que se ha observado también en otros primates como el chimpancé común.

## Conductas

### Agresión
La agresión es rara en grupos estables salvo cuando se produce un encuentro con otro grupo, en ese caso, ambos machos dominantes pueden enzarzarse en una pelea a muerte causándose con sus caninos graves heridas. Por ese motivo, los conflictos se resuelven normalmente con demostraciones de fortaleza y otros comportamientos dirigidos a intimidar antes de llegar a lo físico. La demostración de superioridad es un ritual estereotipado y típico de gorilas. La secuencia completa de esta conducta se divide en 9 fases: (1) progresivos alaridos de desafío, (2) alimentación simbólica, (3) bipedestación, (4) lanzamiento de vegetación, (5) golpeo del pecho con los puños, (6) patada con una pata, (7) carreras a los lados a cuatro o a dos patas, (8) golpes y roturas en la vegetación y (9) presión repetida y violenta del suelo con las palmas para terminar la demostración de fiereza.

### Relaciones
El descanso de mediodía es el mejor momento para establecer y reforzar las relaciones dentro del grupo. El llamado grooming (hurgueteo, acicalamiento) sirve de aseo desparasitario y para relacionarse. Este comportamiento no es tan habitual en los gorilas como en otros primates, son sobre todo las hembras las que lo realizan con las crías regularmente. Los gorilas jóvenes suelen jugar a menudo y son más arbóreos que los grandes adultos. El juego les ayuda a aprender a comunicarse y comportarse dentro del colectivo. Sus actividades lúdicas comprenden peleas, persecuciones o saltos. El macho de lomo plateado y las hembras pueden participar si les invitan.

### Vocalización
Se les han reconocido veinticinco vocalizaciones distintas, muchas de ellas son empleadas en la comunicación del grupo entre la densa vegetación. Los sonidos clasificados como gruñidos o aullidos son los que más se oyen cuando viajan e indican la situación de los miembros
Algunos de estos gorilas han conseguido aprender a un nivel muy básico lenguas de señas.

## Investigación e historia
En octubre de 1902, el capitán Robert von Beringe (1865-1940) disparó a dos grandes monos antropomorfos en una expedición por lo que por aquel entonces era la frontera del África Oriental Alemana. Enviaron más tarde un ejemplar al Museo Zoológico de Berlín, donde el profesor Paul Matschie (1861-1926) lo clasificó como una nueva forma de Gorilla beringei después de que lo descubriera una persona con ese nombre. En 1925, Carl Akeley, un naturalista y taxidermista del Museo Americano de Historia Natural que deseaba estudiar a los gorilas, convenció al rey Alberto I de Bélgica para establecer el parque nacional Alberto en las Montañas de Virunga.
George Schaller inició sus observaciones del gorila de montaña en 1959, publicando dos libros: The Mountain Gorilla (El gorila de montaña) y The Year of the Gorilla (El año del gorila). Poco se sabía del gorila de montaña antes de sus investigaciones, que comprendían estudios sobre la organización social, el desarrollo y la ecología. Después de Schaller, Dian Fossey comenzó un estudio de trece años en 1967. Fossey realizó nuevas observaciones, completó el primer censo fiel e instauró prácticas activas de conservación, como las de los controles de las patrullas de furtivos.  
En abril de 2007 el Impenetrable parque nacional de Bwindi registró un incremento de un 6 % con respecto al censo de 2002.

## Conservación

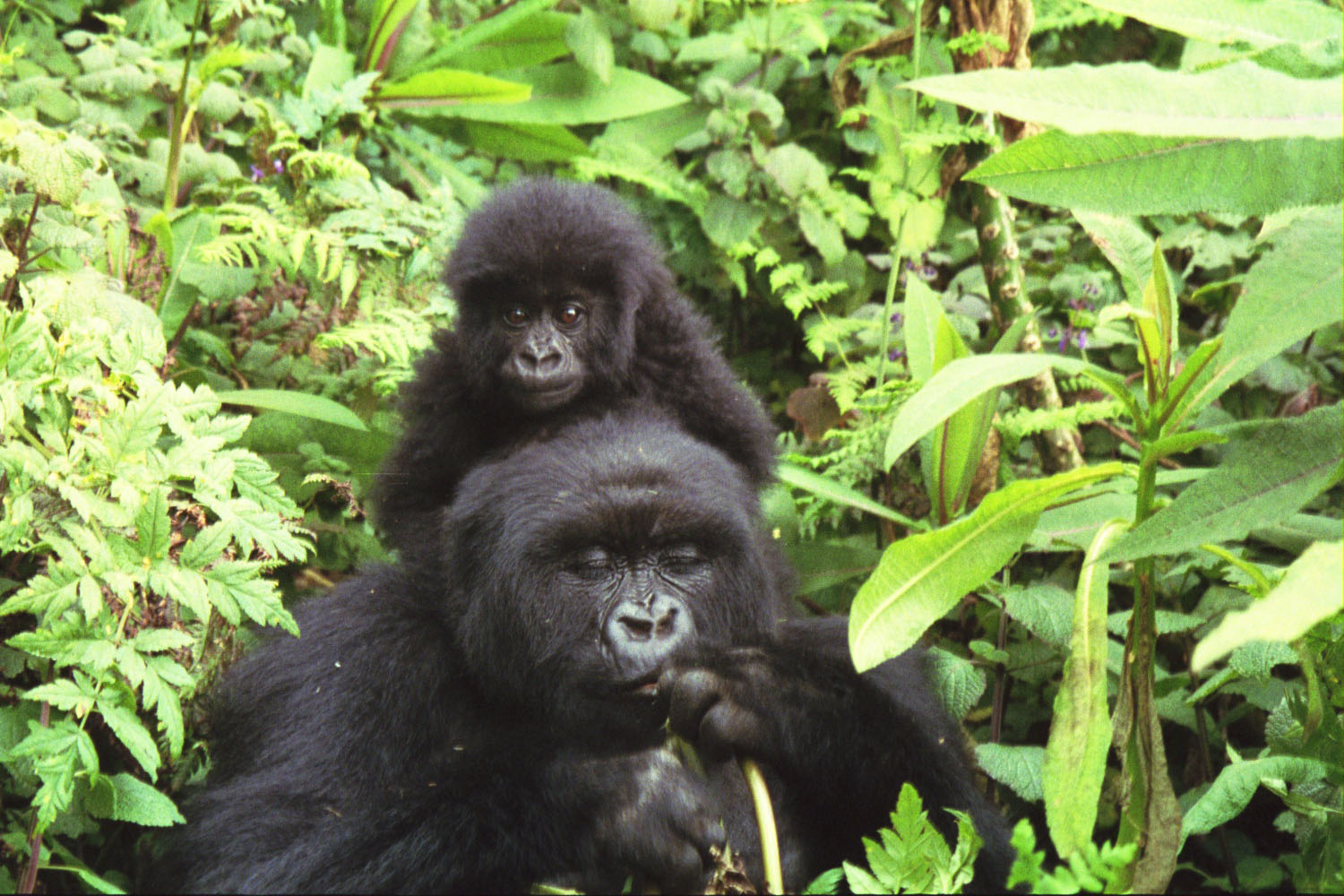
Madre y cría en el Volcans National Park, Ruanda.

El gorila de montaña está en peligro de extinción debido a la caza furtiva, la pérdida de su hábitat y el contagio de enfermedades humanas. 
- Caza furtiva: El gorila de montaña no suele cazarse como viande de brousse, (carne de maleza, caza de animales salvajes por cazadores furtivos y aficionados), sino que suelen ser víctimas de trampas para otros animales. Se han cazado por sus manos, sus cabezas o sus pies, que se venden a coleccionistas. El rapto de crías supone además la pérdida de al menos un adulto, que como muchos miembros del grupo luchan para protegerla. El furtivismo amenaza su supervivencia en regiones de inestabilidad política. La mayor parte de los grandes antropomorfos sobreviven en zonas de inseguridad crónica, donde las armas automáticas son fácilmente accesibles para romper la ley y el orden. La matanza de gorilas de montaña en Bikenge en el parque nacional de Virunga en enero de 2007 es un caso bien documentado.
- Pérdida de hábitat: El asentamiento humano en las zonas cercanas al hábitat de los gorilas de montaña hace mermar las selvas que habitan. La necesidad de estas zonas por parte de los humanos para hacer carreteras, para sus cultivos y demás, relega a los gorilas a zonas muy aisladas. Algunos gorilas llegan a robar frutos de los cultivos, generando una gran animadversión entre los granjeros.
- Enfermedades: Seres humanos y gorilas son lo bastante parecidos genéticamente para que los gorilas sean vulnerables a muchas patologías humanas, especialmente aquellos que normalmente son visitados por turistas. Estas enfermedades pueden ser devastadoras para poblaciones tan aisladas con un sistema inmunitario tan deficiente.
- Guerras e inestabilidad política

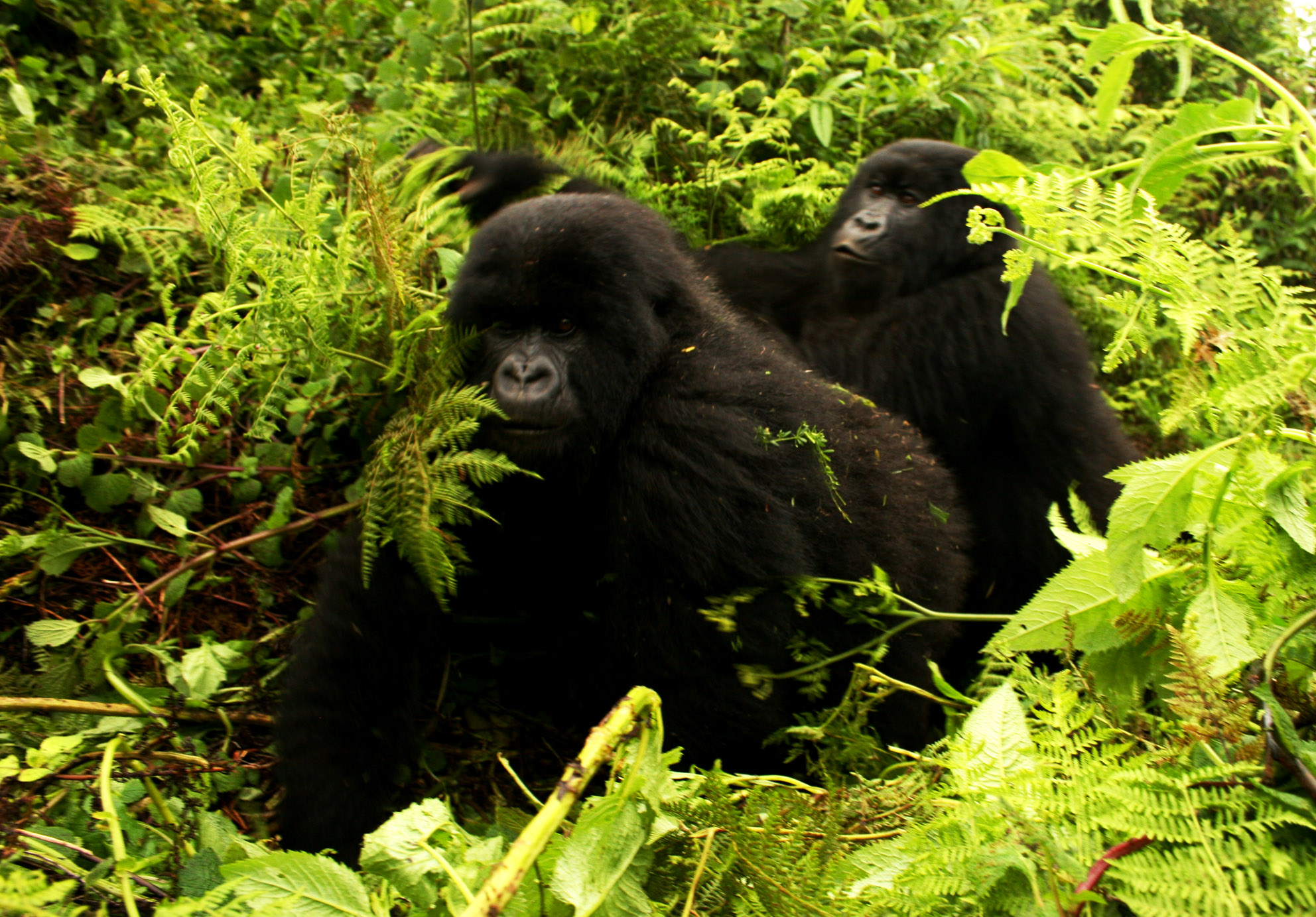
Gorilas entre la vegetación.

La conservación requiere de un trabajo a diferentes niveles e implica protección y asistencia legal así como educación e investigación. La conservación debe incluir tres frentes: 
- Conservación activa: consistiría en patrullas de vigilancia y protección en el hábitat, censos continuados, requisa de armas, etc.
- Conservación teórica: buscaría animar el turismo mejorando las carreteras que bordeen las montañas y renovando las sedes de los parques para alojar a los turistas y facilitando el acercamiento de los gorilas al parque para que los turistas los vean y fotografíen.
- Conservación basada en la comunidad: basada en la pertenencia a África, ofreciendo educación al personal y beneficios medioambientales en las áreas protegidas y animando a la gente local a sentirse orgullosa y responsable de la protección de sus parques.